# گیلرمو آربولو گالیانی
گیلرمو آربولو گالیانی (به اسپانیایی: Guillermo Arbulú Galliani) (زاده ۱ مارس ۱۹۲۱ – درگذشته دسامبر ۱۹۹۷) سیاست‌مدار اهل پرو بود. وی از ۱۷ ژوئیه ۱۹۷۶ تا ۳۰ ژانویه ۱۹۷۸ نخست‌وزیر این کشور بود.